# Mogchok Rinpoché
Mogchok Rinpoché (tibétain : རྨོག་ལྕོག་རིན་བོ་ཆེ, Wylie : rmog lcog rin po che), aussi appelé Mogchok Tenzin Tekchok, né en 1952 à Lhassa, au Tibet, mort le 12 juin 2023 en France, est un lama tibétain formé aux écoles Shangpa Kagyu et Gelugpa du bouddhisme tibétain, se réclamant du mouvement bouddhiste non sectaire Rimé.

## Biographie
Mogchok Rinpoché est né en 1952. Son père est Tashi Pälräl, un général tibétain.
Alors qu’il a trois ans, il est reconnu par Trijang Rinpoché un des maîtres du 14e dalaï-lama, reconnaissance qu'il confirme lui-même, comme la réincarnation de Mogchokpa Rinchèn Tseundru, un célèbre yogi dont la lignée remonte au XIe siècle, dont le dernier représentant, Mogchok Jampa Tsöndu, est mort en 1948. Lors d'un séjour à Lhassa dans les années 1950, Kalou Rinpoché rêva qu'un enfant, Mogchok Rinpoché, était l'incarnation de Mokchokpa, ce qui fut confirmé par le 16e karmapa. 
Après l'invasion chinoise du Tibet de 1959, Mogchok Rinpoché est emprisonné et torturé pendant plusieurs années avant de s'enfuir en Inde en 1980. Il a alors étudié à l'Institut de dialectique bouddhiste sur les conseils du dalaï-lama. Il s'est ensuite rendu en visite à Taïwan et en Europe pour enseigner le dharma.
Il est reconnu comme un des maîtres de l'école Shangpa Kagyu.
Il a reçu des enseignements du dalaï-lama, de Kirti Tsenshab Rinpoché, de Denma Locho Rinpoché, de Lati Rinpoché, de Berou Kyentse Rinpoché et de Sakya Trizin, dont il est un oncle. Mogchok Rinpoché a enseigné deux ans dans un centre bouddhiste de Taïwan. À la demande de Lama Zopa Rinpoché, il résida un an au monastère Nalanda dans le Tarn. Après fin 1999, il enseigne en France à Marseille, Paris, Cergy, La Rochelle, La Ciotat, Narbonne, Colmar et Mont-de-Marsan. Mogchok Rinpoché participe également à une formation de troisième cycle sur l'accompagnement des mourants à l'hôpital de la Timone, à Marseille.
Mogchok Rinpoché organise des libérations d'animaux destinés à la consommation, restitués à leur milieu naturel. Cette pratique s'inscrit dans la tradition bouddhiste.